# Hilario Rivas Reynolds
Hilario Remigio Rivas Reynolds (19 de abril de 1799-29 de noviembre de 1888) fue un militar boliviano y comandante del Ejército de Bolivia durante el gobierno del general José María Pérez de Urdininea. Fue un fiel partidario de Andrés de Santa Cruz y sería uno de los pocos militares que no lo abandonaron antes de la batalla de Yungay.

## Primeros años
Rivas era hijo de Antonio Miguel Rivas Portillo y Juana Manuela Reynolds Carter. A temprana edad, sus padres concertaron su matrimonio con una dama de una destacada familia altoperuana, Eloísa Cifuentes Godoy. El matrimonio fue infeliz y no tuvieron hijos. Rivas se uniría al ejército patriota poco después de que el ejército realista allanara la hacienda de la familia de su esposa. La controversia con respecto a este asunto es que su familia solo era sospechosa de tener simpatías patriotas. De hecho, su familia era leal a los españoles y había sido asaltada solo para obtener botín. En protesta, Rivas se unió a la causa patriota pero pronto fue arrestado. Sin embargo, su encarcelamiento fue rudimentario, pues estuvo encerrado en un cuarto del convento de la Recoleta en Sucre. Huyó fácilmente poco después y se dirigió a la Nueva Granada.
En el Ejército de Bolívar
Pudo alistarse en el ejército de Bolívar y participó en las batallas de Pichincha, Junín y Ayacucho. Por su coraje, fue ascendido al grado de coronel por el mismo Bolívar luego de Ayacucho. Fue enviado junto con el  general Pedro Blanco para aplastar los restos del ejército realista en su hogar en el Alto Perú. El último ejército realista al mando de Pedro Antonio Olañeta pronto fue derrotado en el combate de Tumusla, donde Rivas volvería a destacar por sus virtudes y su valor.

## La República Boliviana
Los primeros años (1825-1829)
Terminada la guerra de independencia, a Rivas se le ofreció la ciudadanía peruana y el grado de general de brigada. Pero rechazó la oferta y optó por quedarse en el Alto Perú donde apoyó la creación de la República de Bolívar, luego Bolivia.
Ahora al servicio de la naciente nación boliviana, Rivas fue un acérrimo partidario de Bolívar y Sucre. Estaba con Sucre cuando el libertador fue herido durante un motín del ejército neogranadino, que estaba estacionado en Bolivia en 1828. El sucesor de Sucre, Gral. José María Pérez de Urdininea, de quien Rivas era edecán, lo ascendería a General de brigada. Urdininea fue solo un reemplazo temporal de Sucre y pronto fue reemplazado por el general José Miguel de Velasco, quien no logró convencer al congreso nacional para que lo eligiera presidente. Por tanto, se eligió en su lugar al mariscal Andrés de Santa Cruz.
Presidencia de Santa Cruz (1829-1839)
El general Rivas serviría lealmente a Santa Cruz, pero este desconfió de él y redujo su posición y poderes aislándolo y raramente involucrándolo en los planes de Estado. De todos modos, Rivas luchó valiente y lealmente a su lado en las batallas de Socabaya, Yanacocha y Yungay. Con Santa Cruz derrocado en 1839, Rivas, habiendo permanecido leal, se convirtió en enemigo del general Velasco, quien ahora era presidente constitucional. Velasco había traicionado a Santa Cruz incluso antes de conocer el destino de Santa Cruz luego de Yungay. Rivas detestaba a Velasco, y de hecho se había opuesto activamente a su candidatura a la presidencia en 1829.
Más tarde en 1839, Rivas decidió partir de Bolivia hacia España. Había abandonado a su esposa en este punto y los dos no se volverían a encontrar. Eloísa moriría en 1848.
Regreso a Bolivia
Con su primera esposa ahora fallecida, Rivas heredó una fortuna considerable que lo colocó en una mejor posición. Al momento de su regreso, Bolivia estaba bajo el gobierno del general Manuel Isidoro Belzu, el carismático y populista mahoma del pueblo boliviano. Rivas ofreció sus servicios al caudillo que aceptó y lo encargó como gobernador militar de Oruro. Fue allí donde conoció a su segunda esposa, Antígona Cisneros Guerra. Se casaron en 1849 y tendrían un hijo. En 1857, con el derrocamiento del Gral. Jorge Córdova por José María Linares, Rivas se exilió al Perú.
Debido a que Rivas se opuso a los regímenes de Linares, Achá y Melgarejo, no regresó a Bolivia hasta 1871, cuando el general Agustín Morales depuso al general Mariano Melgarejo. Fue recibido con hostilidad por el nuevo presidente, ya que Morales era un enemigo acérrimo del general Belzu e incluso había atentado contra la vida del caudillo populista en 1850.
Pero Morales fue asesinado a tiros en 1872 por su sobrino y edecán, supuestamente en defensa propia. El nuevo presidente, el doctor Tomás Frías, le daría a Rivas el cargo de gobernador de La Paz. Esto duraría hasta el golpe de Estado del Gral. Hilarión Daza en 1877 que depuso el régimen civil de Frías.
Bajo Daza, Bolivia iría a la guerra con Chile en la infame guerra del Pacífico. Su hijo se alistaría como oficial en el Ejército de Bolivia y moriría en la batalla de Tacna el 26 de mayo de 1880.

## Familia
El general Rivas se casó dos veces. Primero con Eloísa Cifuentes Godoy, con quien no tuvo hijos. Los dos se distanciarían y finalmente ella moriría en 1848. Se dice que el matrimonio fue infeliz. Segundo, Rivas se casó con Antígona Cisneros Guerra en 1849, tuvieron un hijo: Narciso Rivas Cisneros (15 de abril de 1850 - 26 de mayo de 1880).